# Chomętowo (Brzeżno)
Chomętowo (deutsch Gumtow) ist ein Dorf in der polnischen Woiwodschaft Westpommern. Es gehört zur Landgemeinde (Gmina) Brzeżno (Briesen) im Powiat Świdwiński (Kreis Schivelbein). Zum sołectwo (Schulzenamt) Chomętowo gehört das Dorf Chomętówko.

## Geografische Lage
Chomętowo liegt fünf Kilometer südöstlich von Świdwin und zwei Kilometer westlich der Nebenstraße nach Gawroniec (Gersdorf) und ist hier über den Abzweig in Kluczkowo (Klützkow) uzu erreichen. Nächste Bahnstation ist Smardzko (Simmatzig) an der Strecke Świdwin – Połczyn-Zdrój (Bad Polzin).

## Geschichte
Gumtow (später mit der Kolonie Gumtow (heute polnisch: Chomętówko)) wurde im Jahre 1337 im Landbuch der Neumark erstmals urkundlich erwähnt. Es gehörte damals zum Land Schivelbein und war mit zwanzig Hufen im Besitz des Johannes de Elbe. 1540 geht der Ort mit dem fürstlichen Amt Schivelbein in das Eigentum des Johanniterordens über.
Im Jahre 1698 wird ein Streit zwischen den Schivelbeiner und Gumtower Bürgern wegen des Grenzholzes berichtet. Als 1736 Gumtow dem Mühlenzwang der Schlossmühle in Schivelbein unterworfen wird, hatte der Ort einen Schulzen, sieben Bauern und einen Kossäten. 1884 zählte Gumtow sieben Bauern und zehn Eigentümer. Es galt als reiches Bauerndorf, in dem 1886 ein Bauer seiner Tochter stolze 30000 Mark als Mitgift mitgegeben hatte.
Hatte Gumtow im Jahre 1883 ganze 83 Einwohner, so waren es 1939 immerhin 153 Personen, die hier in 38 Haushaltungen lebten. Auf der 551,3 Hektar großen Gemeindefläche wurden vorzugsweise Ackerbau und Viehzucht betrieben. Das Dorf profitierte von der Nähe zur Stadt Schivelbein, in der sich zum Verkauf eigener Erzeugnisse und zur Versorgung eigener Bedürfnisse genügend Gelegenheit fand.
Bis 1945 gehörte Gumtow mit Klützkow (heute polnisch: Kluczkowo), Langenhaken, Repzin (Rzepczyno) und Wartenstein (Pzyrzecze) zum Amts- und Standesamtsbezirk Langenhaken im Amtsgerichtsbereich Schivelbein. Bis 1932 lag der Ort im Kreis Schivelbein, bis dieser im Landkreis Belgard (Persante) aufging.
Anfang März wurde Gumtow von sowjetischen Truppen besetzt. Die deutsche Bevölkerung wurde vertrieben, als der Ort in polnische Hand kam. Heute gehört Chomętowo mit Chomętówko zur Gmina Brzeżno im Powiat Świdwiński.

## Kirche
Gumtow hatte keine eigene Kirche. Das Dorf gehörte zur Kirchengemeinde Klützkow (heute polnisch: Kluczkowo), die seit 1933 mit den Kirchengemeinden Reinfeld (Bierzwnica) und Dohnafelde (Donatowo) das Kirchspiel Reinfeld bildete. Es gehörte zum Kirchenkreis Schivelbein in der Kirchenprovinz Pommern der evangelischen Kirche der Altpreußischen Union.
Heute gehört Chomętowo zum Kirchspiel Koszalin (Köslin) in der Diözese Pommern-Großpolen der Evangelisch-Augsburgischen Kirche in Polen.